# Philips Records
Pour les articles homonymes, voir Philips (homonymie).
Philips Records, dans les pays francophones Disques Philips, communément appelé simplement Philips, est un label discographique multinational créé en 1950 par la maison de disques néerlandaise Philips Phonografische Industrie N.V. (PPI), une filiale du groupe industriel Philips.
En 1962, PPI s'associe à la maison de disques allemande Deutsche Grammophon GmbH, une division du groupe Siemens, pour fonder une coentreprise sous le nom de Grammophon-Philips Group (GPG). Cette association conduira à la création en 1972 de PolyGram, une des majors de l'industrie musicale. À partir de 1962, le label Philips est géré au niveau mondial par GPG, puis par PolyGram.
À la fin des années 1980, après la divestiture de Siemens dans PolyGram, la major devient une filiale à part entière du groupe Philips. En 1998, Philips, alors en pleine restructuration, décide de se désengager du secteur de l'industrie musicale et cède PolyGram au groupe canadien Seagram, propriétaire d'Universal Music Group (UMG). L'année suivante, PolyGram fusionne avec UMG. Entre 1999 et 2008, UMG continue l'exploitation du label Philips sous un contrat de licence de marque avec le groupe Philips.
À partir de 2009, UMG abandonne l'utilisation du label Philips sur les publications d'albums sur support physique, à l'exception de rééditions de disques notables provenant du back-catalogue Philips.

## Histoire

### Philips Phonografische Industrie (PPI)
En 1942, le groupe Philips démarre la production de disques en rachetant la société Hollandsche Decca Distributie (HDD), qui publie aux Pays-Bas les Disques Decca sous licence . Jusqu'à la fin des années 1940, les activités discographiques du groupe Philips sont réparties entre plusieurs sites : la recherche et le développement prennent place à Eindhoven, les enregistrements à Hilversum, la fabrication à Doetinchem, la distribution à Amsterdam et les exportations depuis Eindhoven.

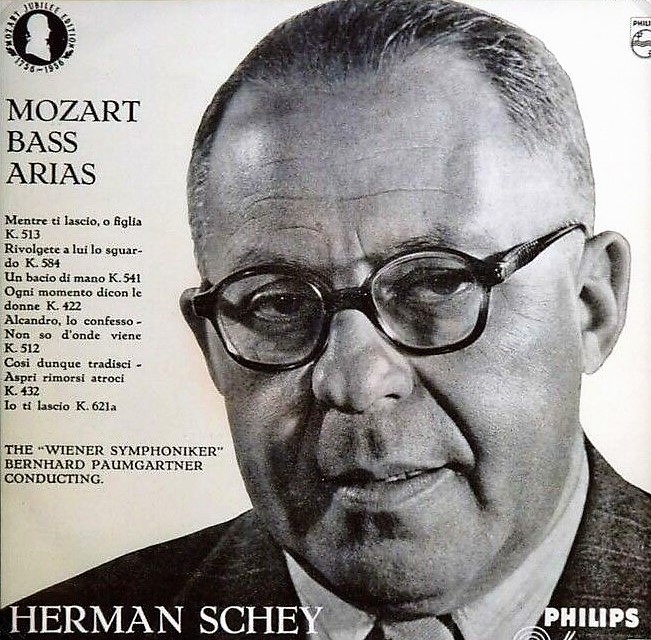
Album Philips des années 1950.

En 1950, le groupe Philips décide de consolider toutes ses activités discographiques au sein d'une nouvelle filiale baptisée Philips Phonografische Industrie (PPI), dont le siège est à Baarn. Afin d'encourager les ventes de ses phonographes et tourne-disques, le groupe Philips choisit d'utiliser son nom et son logo blason comme marque pour les disques produits par PPI. Les premiers albums publiés sous étiquette Philips sont des disques de musique classique. S'ensuivent des albums de musique de variétés enregistrés par des artistes de différentes nationalités.
L'objectif du groupe Philips est de faire de PPI la première maison de disques en Europe. Au fil des années, plusieurs initiatives sont prises en ce sens.
En 1951, PPI signe un accord de distribution réciproque avec la maison de disques américaine Columbia Records qui voit PPI commercialiser les disques Columbia sous étiquette Philips en Europe (la marque Columbia étant détenue par EMI dans les pays européens) et Columbia distribuer les disques Philips sous le label Epic aux États-Unis. Les deux maisons de disques sont complémentaires au niveau de leur catalogue (Columbia est très présente dans la musique de variétés et le jazz alors que PPI l'est dans la musique classique) ce qui leur permet d'étoffer leur offre et, ainsi, d'accroitre leurs ventes dans leurs territoires respectifs. Ce partenariat prendra fin dix ans plus tard avec la création par Columbia, aidée par PPI pour l'Europe, d'une division internationale sous le nom de CBS Records International.
En parallèle, PPI se lance dans une politique d'acquisition d'autres maisons de disques à travers le monde. En 1951, PPI rachète la Société Phonographique Française Polydor S.A en France et, en 1958, la Companhia Brasileira De Discos au Brésil. L'un des plus importants rachats est celui de Mercury Records aux États-Unis en 1962, qui permet à PPI d'avoir accès à une nouvelle source d'enregistrements d'artistes américains et de pouvoir lancer le label Philips aux États-Unis. PPI ouvre également des filiales dans plusieurs pays dont le Royaume-Uni, l'Allemagne, la Belgique, l'Espagne, l'Italie, les pays nordiques, l'Argentine et le Japon. À la fin de 1966, PPI est présente dans 64 pays.

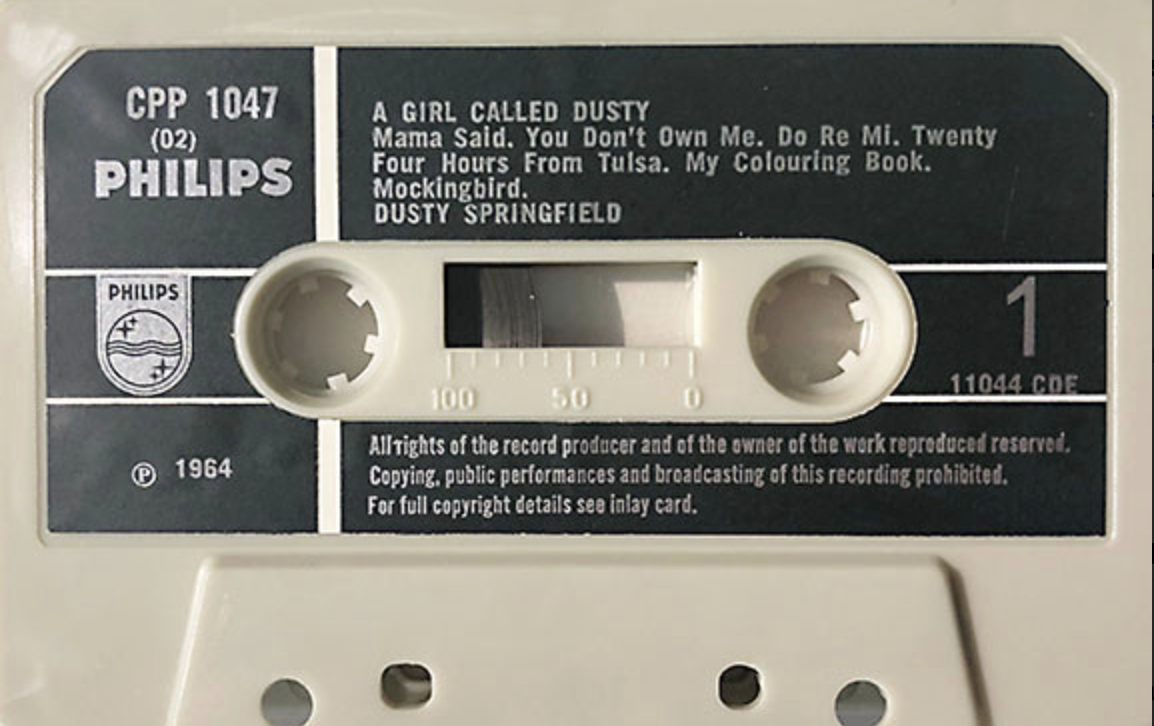
Musicassette de l'album A Girl Called Dusty.

En matière d'innovation, la « Compact Cassette », lancée par le groupe Philips en 1963, permet à PPI d'introduire au printemps 1965 sur le marché européen, sous le nom de « Musicassettes », les premières cassettes audio préenregistrées. L'année suivante, la filiale américaine de PPI lance le nouveau format aux États-Unis sous le label Mercury. Dès 1967, devant le succès rencontré par les musicassettes, les autres maisons de disques adoptent également le format compact cassette créé par Philips. L'augmentation rapide des ventes d'appareils à cassettes à travers le monde, en particulier celles d'autoradios avec lecteur de cassette intégré, va conduire PPI et ses concurrentes à publier une grande partie de leur catalogue à la fois au format disque et au format cassette.

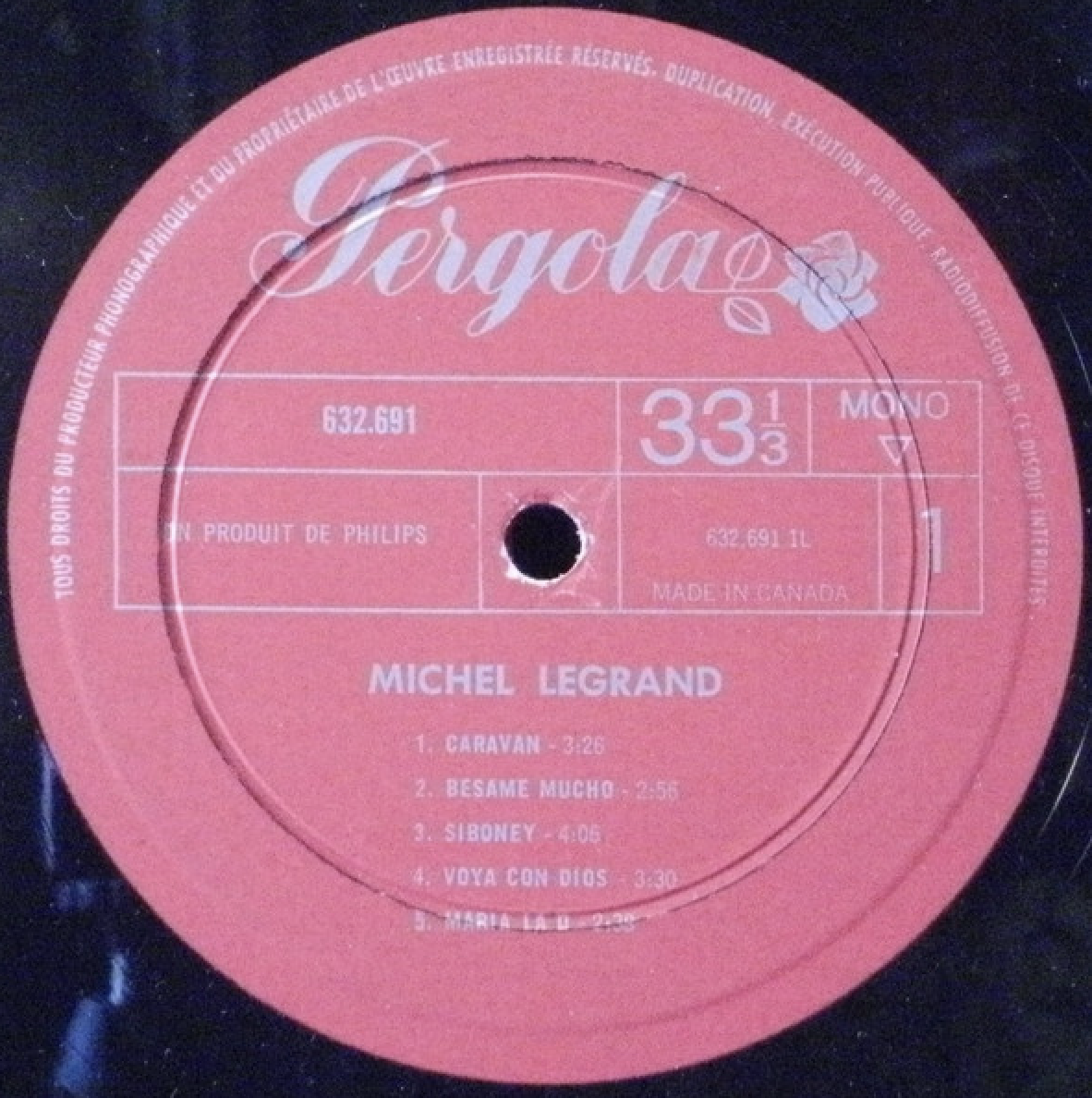
LP publié par Pergola.

D'autres axes de croissance poursuivis par PPI sont le lancement de nouveaux labels pour compléter l'offre des disques Philips, la distribution de labels indépendants et la fabrication de disques vinyles pour des labels discographiques concurrents. Les nouveaux labels créés par PPI incluent : Fontana en 1956 (spécialisé dans la musique de variétés et le jazz), Pergola en 1961 (rééditions à prix réduit d'albums à succès et de disques pour la jeunesse) et Vertigo en 1969 (la réponse de Philips à la création des labels Harvest (EMI) et Deram (Decca) tournés vers la publication d'albums de rock progressif et autres styles musicaux associés à la contre-culture hippie). Le label américain Mercury, devenu la propriété de PPI en 1962, est utilisé de manière similaire en dehors des États-Unis pour produire de nouveaux artistes. Parmi les labels indépendants distribués par PPI, on trouve Impulse!, Island Records et Vanguard Records. Enfin, disposant d'importantes capacités de production de disques vinyles dans ses usines (Baarn aux Pays-Bas,  Chingford au Royaume-Uni et Louviers en France), PPI réalise des services de gravure et d'impression pour des entreprises tierces, notamment CBS et Atlantic.

### PolyGram
En 1962, PPI et la société allemande Deutsche Grammophon, filiale de Siemens, s'associent et créent une coentreprise sous le nom de Grammophon-Philips Group (GPG) regroupant toutes leurs activités musicales. GPG est rebaptisée PolyGram en 1972 après une réorganisation de la coentreprise qui conduit à la fusion entre PPI et Deutsche Grammophon. La nouvelle entité, présidée par Coen Sollenveld, est détenue à parts égales par le groupe Philips et par Siemens. PolyGram comprend deux divisions : Polydor International GmbH, qui est responsable des labels Deutsche Grammophon, Polydor, MGM Records et Verve Records, et Phonogram International B.V, qui est responsable des labels Philips, Mercury, Fontana, Pergola et Vertigo.

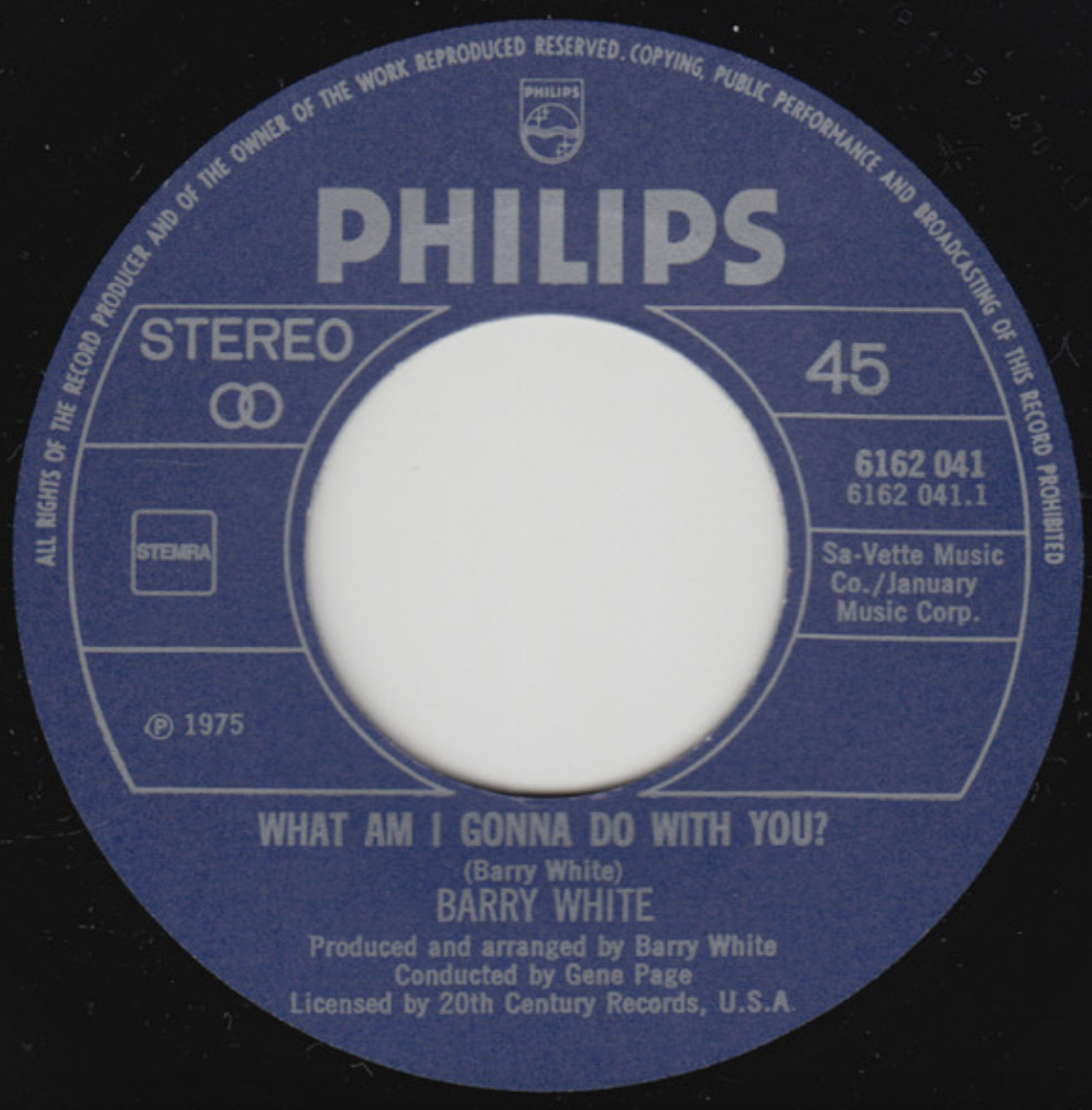
Barry White a été publié par Philips sous licence de 20th Century Records.

En raison de son implantation mondiale, PolyGram signe des contrats de distribution avec des maisons de disques concurrentes afin de publier leurs enregistrements dans les pays où ces maisons de disques ne sont pas présentes. Cela permet aux différents labels de PolyGram, dont Philips, d'ajouter de nouveaux artistes  à succès dans leurs catalogues locaux. Par exemple, Philips publie dans plusieurs pays, sous son label, les albums du chanteur Barry White, qui est un artiste du label américain 20th Century Records (en). De manière similaire, Philips publie en Espagne et en Allemagne plusieurs albums du groupe Genesis, dont Nursery Cryme enregistré et publié au Royaume-Uni en 1971 par Charisma Records. Aux Pays-Bas et au Japon, Philips lance l'album du chanteur américain Jim Croce intitulé You Don't Mess Around with Jim (en), enregistré et publié aux États-Unis en 1972 par ABC Records.
Au début des années 1980, PolyGram faisant face à d'importantes difficultés financières provoquées par le déclin du disco, son nouveau PDG, Jan Timmer, met en œuvre une stratégie de rationalisation et de spécialisation des différents labels de la major du disque pour réduire ses coûts de fonctionnement. Une des initiatives prises est de recentrer au niveau mondial le label Philips sur la musique classique, domaine où le label est reconnu internationalement, les labels Mercury et Polydor reprenant les artistes de Pop et de Rock produits par Philips. Toutefois, dans un nombre limité de pays, dont le Brésil, la France et le Japon, où le label Philips détient une notoriété importante en dehors de la musique classique, des disques de tous les styles musicaux continuent d'être publiés sous étiquette Philips.
Au vu des problèmes financiers rencontrés par PolyGram, Siemens cherche à quitter l'entreprise. Entre 1985 et 1987, le groupe Philips rachètent les parts de Siemens dans PolyGram, devenant l'unique actionnaire.

### Philips Classics Productions

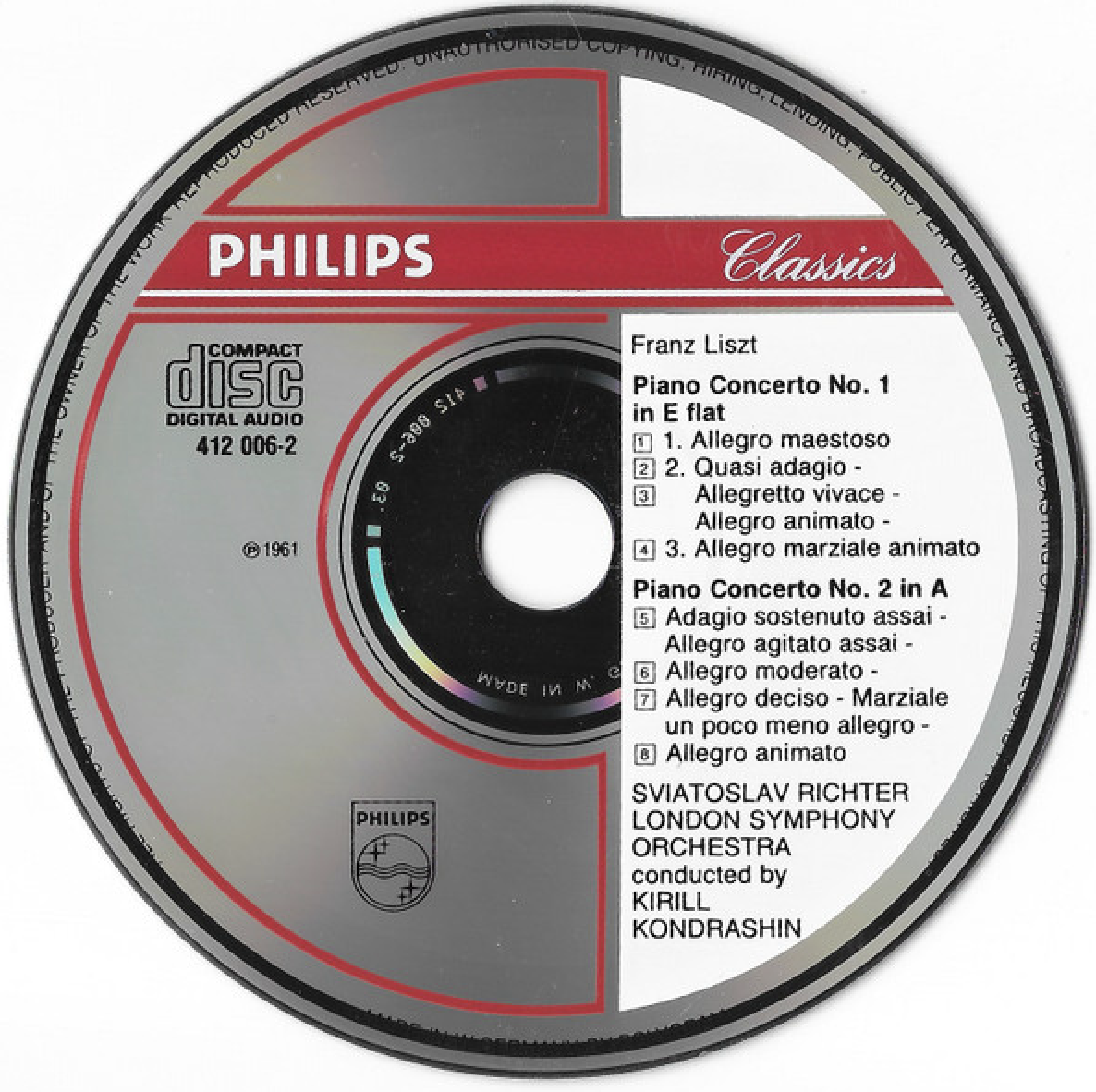
CD édité par Philips Classics.

À la suite de la décision de PolyGram de dédier le label Philips principalement à la musique classique, un nouveau label, Philips Classics, voit le jour. En 1983, PolyGram débute la commercialisation des premiers albums Philips Classics au format CD. Peu de temps après, la division Philips Classics Productions est créée, qui reprend  toutes les activités de musique classique du label Philips. Aux États-Unis, une nouvelle structure, PolyGram Classics, assure la distribution des albums de musique classique produits par Decca, Deutsche Grammophon, Mercury et Philips Classics. Dans les années qui suivent, le succès rencontré par les disques compacts auprès des mélomanes va doper les ventes d'albums de musique classique et aider PolyGram à renouer avec les bénéfices.
En 1997, PolyGram réunit le label Philips Classics avec trois autres de ses labels de musique classique - Point Classics, Gimell et Imaginery Road - au sein d'une nouvelle division intitulée Philips Music Group qui remplace Philips Classics Productions.

### Universal Music Group
En 1998, la direction du groupe Philips prend la décision de désengager l'entreprise du secteur de l'industrie musicale, secteur qu'elle considère en perte de rentabilité. PolyGram est cédé à Seagram, propriétaire de la maison de disques Universal Music Group (UMG). PolyGram fusionne avec UMG l'année suivante. Un contrat de licence de la marque Philips est signé entre le groupe Philips et Universal Music pour une durée de dix ans. À la suite de cette fusion, la division Philips Music Group est intégrée dans Decca Music Group Limited. Les bureaux et les studios d'enregistrement et de mastering de Philips Music Group, situés aux Pays-Bas, sont fermés et transférés au siège de Decca à Londres.
UMG cesse l'exploitation commerciale du label Philips à la fin de 2008 lorsque le contrat de licence de la marque Philips arrive à son terme. L'un des derniers albums publiés par Universal Music sous étiquette Philips est la réédition du disque Eloy du groupe Eloy, parue en Allemagne au mois de décembre 2008.

### Depuis 2009
À partir de 2009, les albums de musique classique originellement publiés sous les labels Philips et Philips Classics sont principalement réédités sous le label Decca. Deux maisons de disques néerlandaises, Pentatone (en) et Newton Classics, rééditent également sous leur label des enregistrements du back-catalogue classique de Philips sous licence d'Universal Music. Pour les autres genres musicaux, les albums sont généralement réédités sous les labels Mercury ou Universal. Cependant, de manière sporadique, le label Philips est encore employé par Universal Music pour des rééditions d'albums notables.

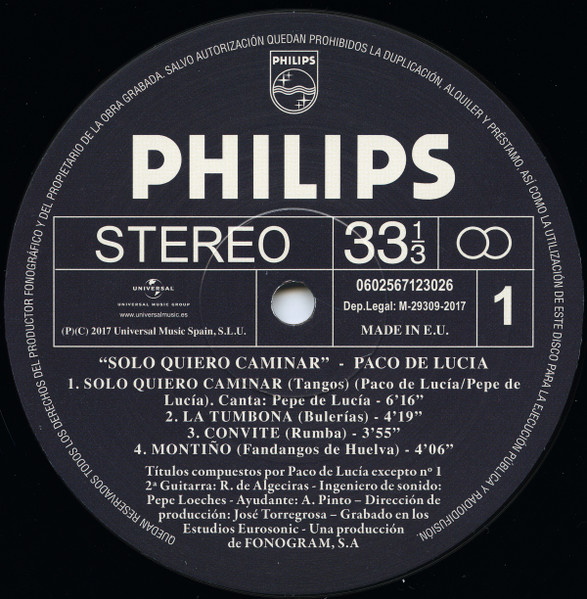
Étiquette du 33 tours Solo quiero caminar réédité en 2018.

Entre 2013 et 2014, la filiale japonaise d'Universal Music réédite sous étiquette Philips plusieurs albums de bossa nova parus au Brésil dans les années 1960 et 1970,. En 2016, la division Verve d'Universal Music réédite en vinyle sous le label Philips les albums de Nina Simone parus aux États-Unis dans les années 1960. Toujours en 2016, Decca publie un coffret sous étiquette Philips intitulé Philips Classics - The Stereo Years regroupant 50 albums enregistrés en analogique par Philips, avec leur pochette originale (au format CD.

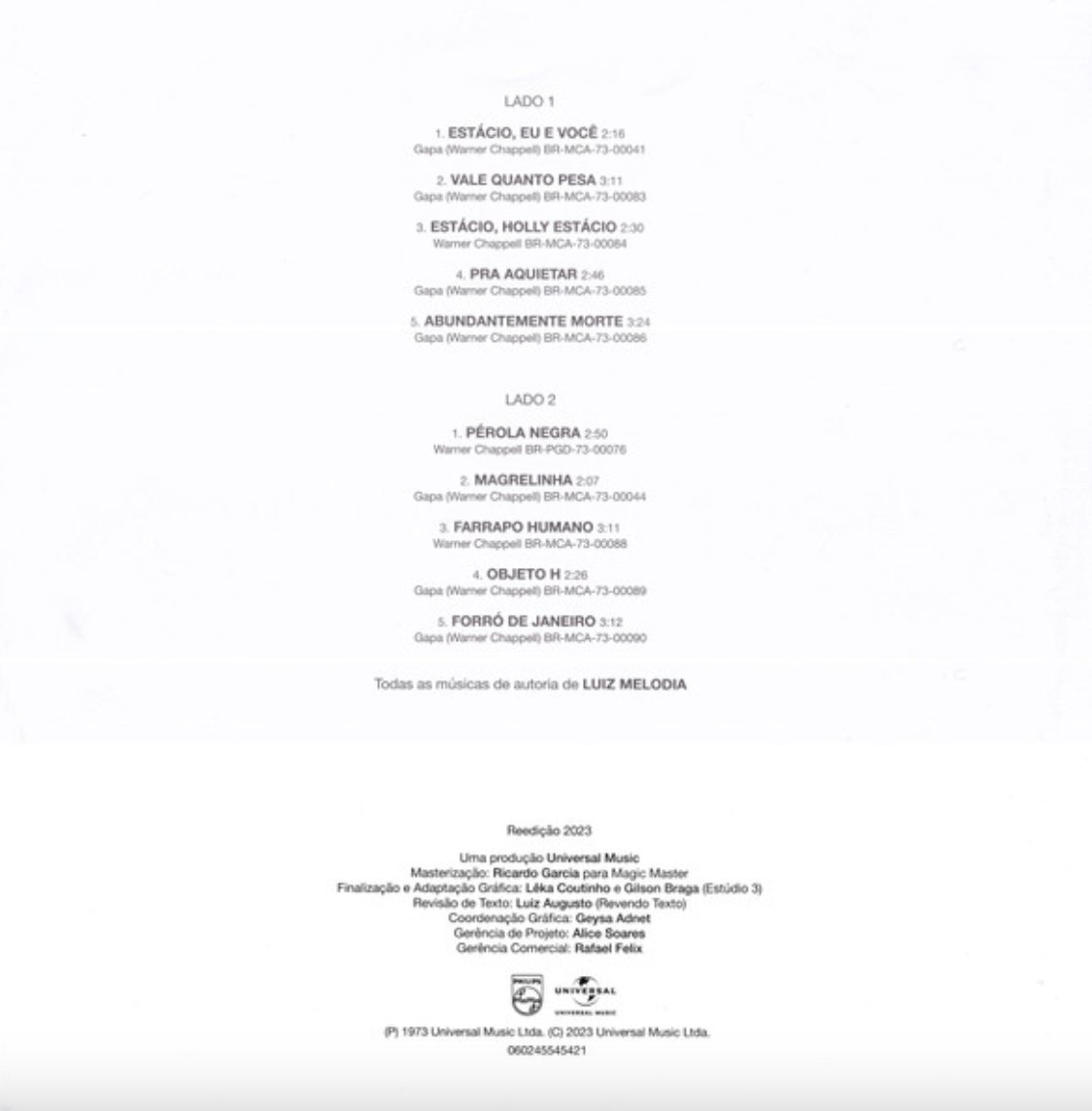
Sous-pochette de l'album Pérola Negra réédité en 2023.

Depuis 2016, la filiale d'Universal Music en Espagne réédite en vinyle sous le label Philips les albums des artistes de flamenco Paco de Lucía et Camarón de la Isla. En particulier, à l'occasion du Record Store Day en Espagne en 2019, l'album La leyenda del tiempo de Camarón de la Isla, publié par Philips en 1979, est réédité. Depuis 2019, la filiale d'Universal Music au Brésil réédite sous le label Philips des albums d'artistes brésiliens tels que Elis Regina, Cássia Eller, Gilberto Gil, Gal Costa, Cazuza et Luiz Melodia (pt).
En 2024, à l'occasion du 50ème anniversaire de la publication de l'album Contrappunti du groupe Le Orme , la filiale italienne d'Universal Music réédite le disque sous étiquette Philips.

## Artistes internationaux
Parmi les artistes de dimension internationale qui ont enregistré pour le label Philips, on peut mentionner :

### Musique classique
- Maurice André (France)
- Martha Argerich (Argentine)
- Claudio Arrau (Chili)
- Beaux Arts Trio (États-Unis)
- Olga Borodina (Russie)
- Alfred Brendel (Autriche/R.-U.)
- Frans Brüggen (Pays-Bas)
- Semyon Bychkov (Russie)
- José Carreras (Espagne)
- Pablo Casals (Espagne)
- Pierre Cochereau (France)
- Colin Davis (R.-U.)
- Antal Doráti (Hongrie/États-Unis)
- John Eliot Gardiner (R.-U.)
- Maurice Gendron (France)
- Valery Gergiev (Russie)
- Arthur Grumiaux (Belgique)
- Ingrid Haebler (Autriche)
- Bernard Haitink (Pays-Bas)
- Clara Haskil (Roumanie/Suisse)
- Pierre Henry (France)
- Heinz Holliger (Suisse)
- Gidon Kremer (Lettonie)

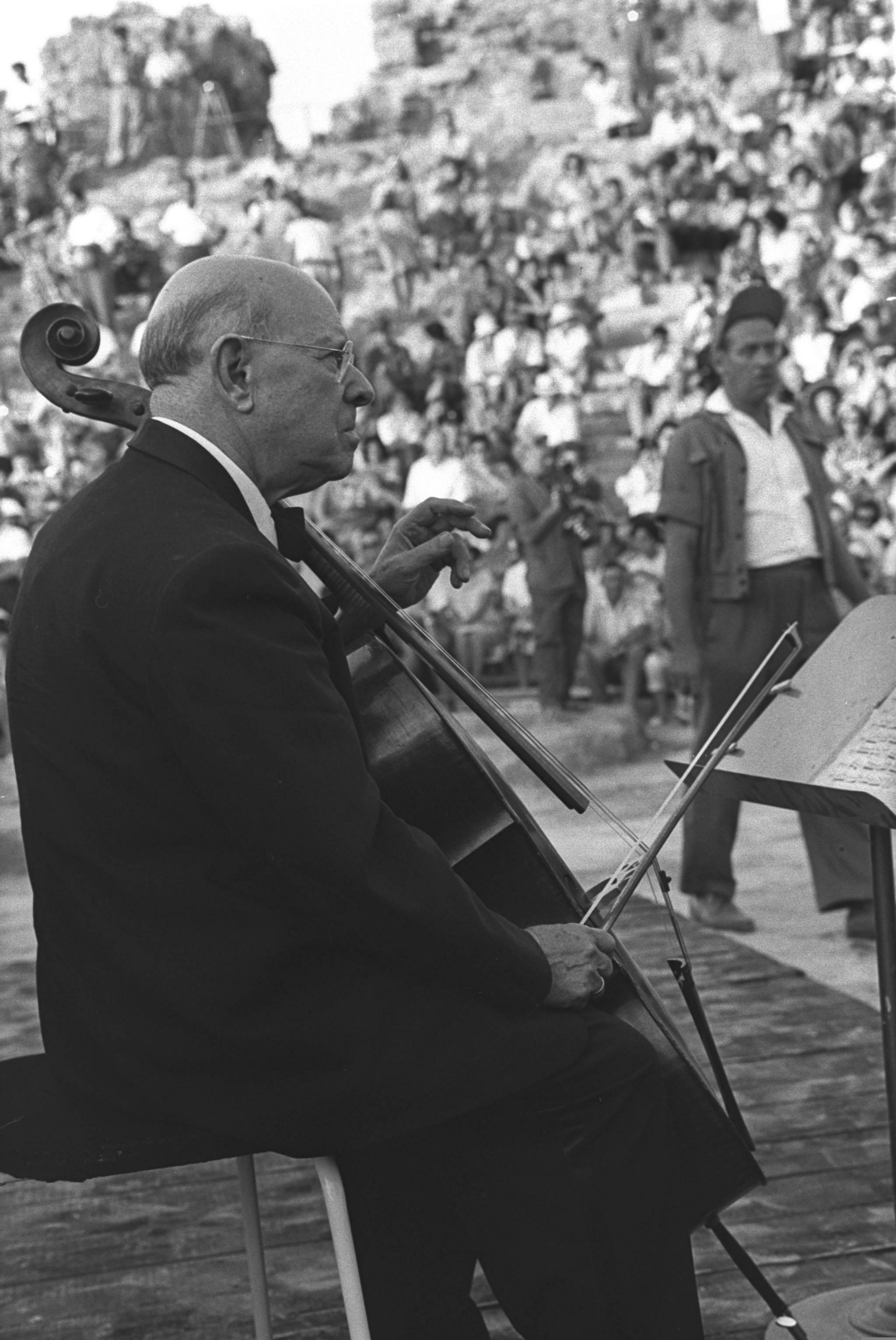
Le violoncelliste Pablo Casals.

- Katia et Marielle Labèque (France)
- Alexandre Lagoya (France)
- Julian Lloyd Webber (R.-U.)
- Nikita Magaloff (Russie/Suisse)
- Neville Marriner (R.-U.)
- Kurt Masur (Allemagne)
- I Musici (Italie)
- Riccardo Muti (Italie)
- Birgit Nilsson (Suède)
- Jessye Norman (États-Unis)
- Seiji Ozawa (Japon)
- Quartetto Italiano (Italie)
- Sviatoslav Richter (Russie)
- André Rieu (Pays-Bas)
- Pepe Romero (Espagne/USA)
- Mitsuko Uchida (Japon/R.-U.)
- Edo de Waart (Pays-Bas)
- Gheorghe Zamfir (Roumanie)

### Autres genres musicaux

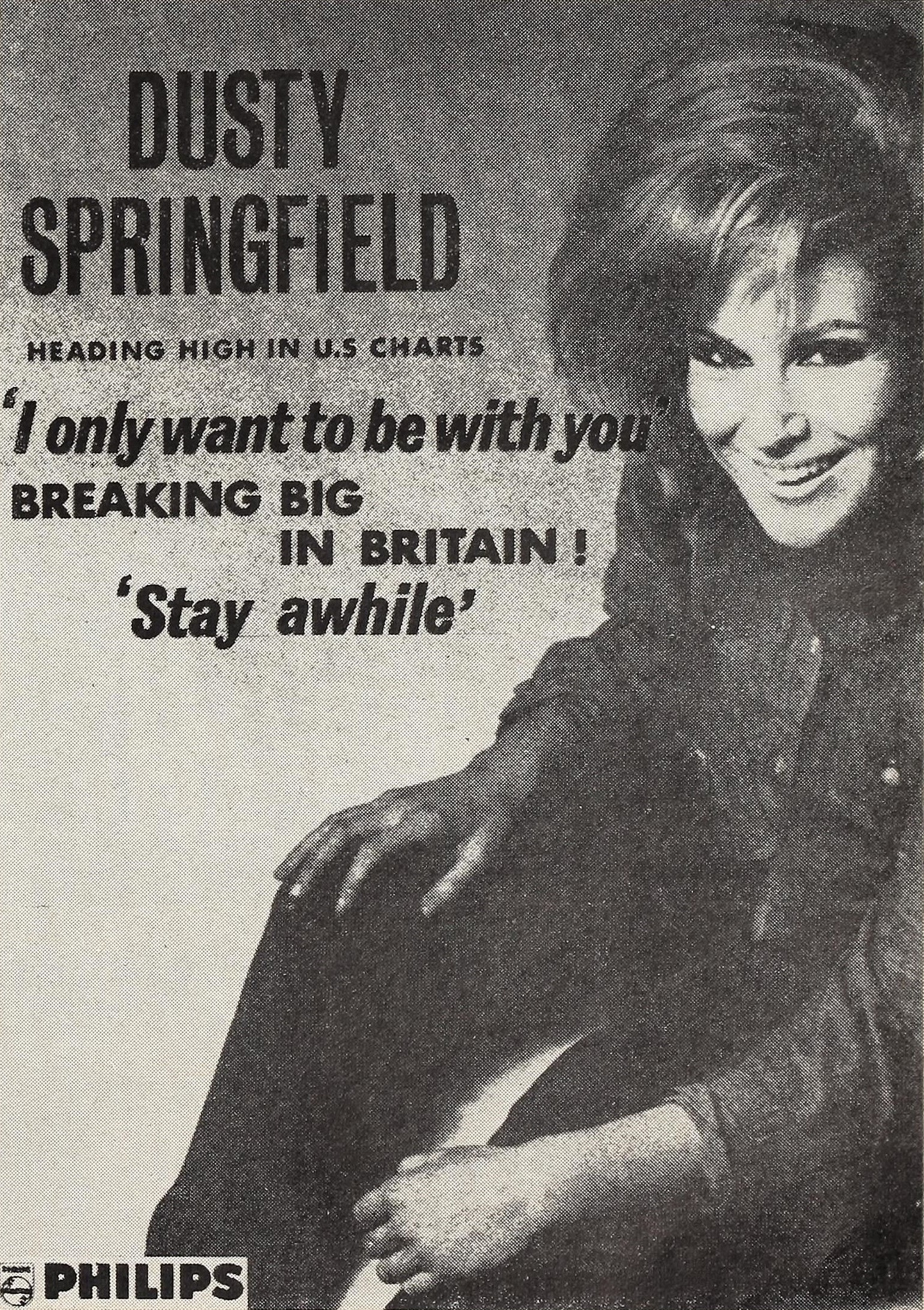
La chanteuse britannique Dusty Springfield.

- Jorge Ben Jor (Brésil)
- Maria Bethânia (Brésil)
- Blue Cheer (États-Unis)
- Brigitte Bardot (France)
- Jacques Brel (Belgique)
- Teresa Brewer (États-Unis)
- Chico Buarque (Brésil)
- Camarón de la Isla (Espagne)
- Gal Costa (Brésil)
- Manu Dibango (France/Cameroun)
- Rocío Dúrcal (Espagne)
- The Four Seasons (États-Unis)
- Gilberto Gil (Brésil)
- Dizzy Gillespie (États-Unis)
- Gipsy Kings (France/Espagne)
- Julio Iglesias (Espagne)[a]
- Los Incas (Amérique latine)
- Antônio Carlos Jobim (Brésil)
- Kraftwerk (Allemagne)
- Vicky Leandros (Grèce/Allemagne)
- Michel Legrand (France)
- Paco de Lucía (Espagne)
- Mireille Mathieu (France)
- Paul Mauriat (France)
- Sérgio Mendes (Brésil)
- Yves Montand (France)
- Nana Mouskouri (France/Grèce)
- Esther Ofarim (Israël)
- Édith Piaf (France)
- Patty Pravo (Italie)
- Luigi Tenco (Italie)
- Elis Regina (Brésil)
- Antonello Venditti (Italie)
- Demis Roussos (France/Grèce)
- Nina Simone (États-Unis)
- Mercedes Sosa (Argentine)
- Dusty Springfield (R.-U.)
- Les Swingle Singers (France)
- Alan Tam (Hong Kong)
- Toots Thielemans (Belgique)
- Caetano Veloso (Brésil)
- Scott Walker (États-Unis/R.-U.)
- The Walker Brothers (US/R.-U.)

## Discographie notable

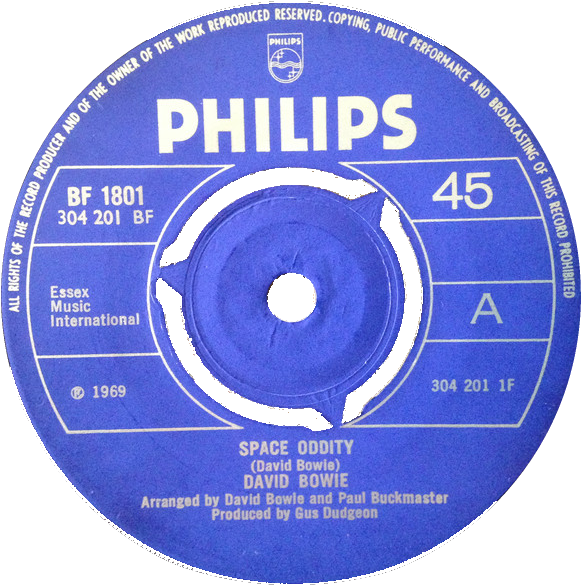
Macaron du single Space Oddity de David Bowie paru chez Philips.

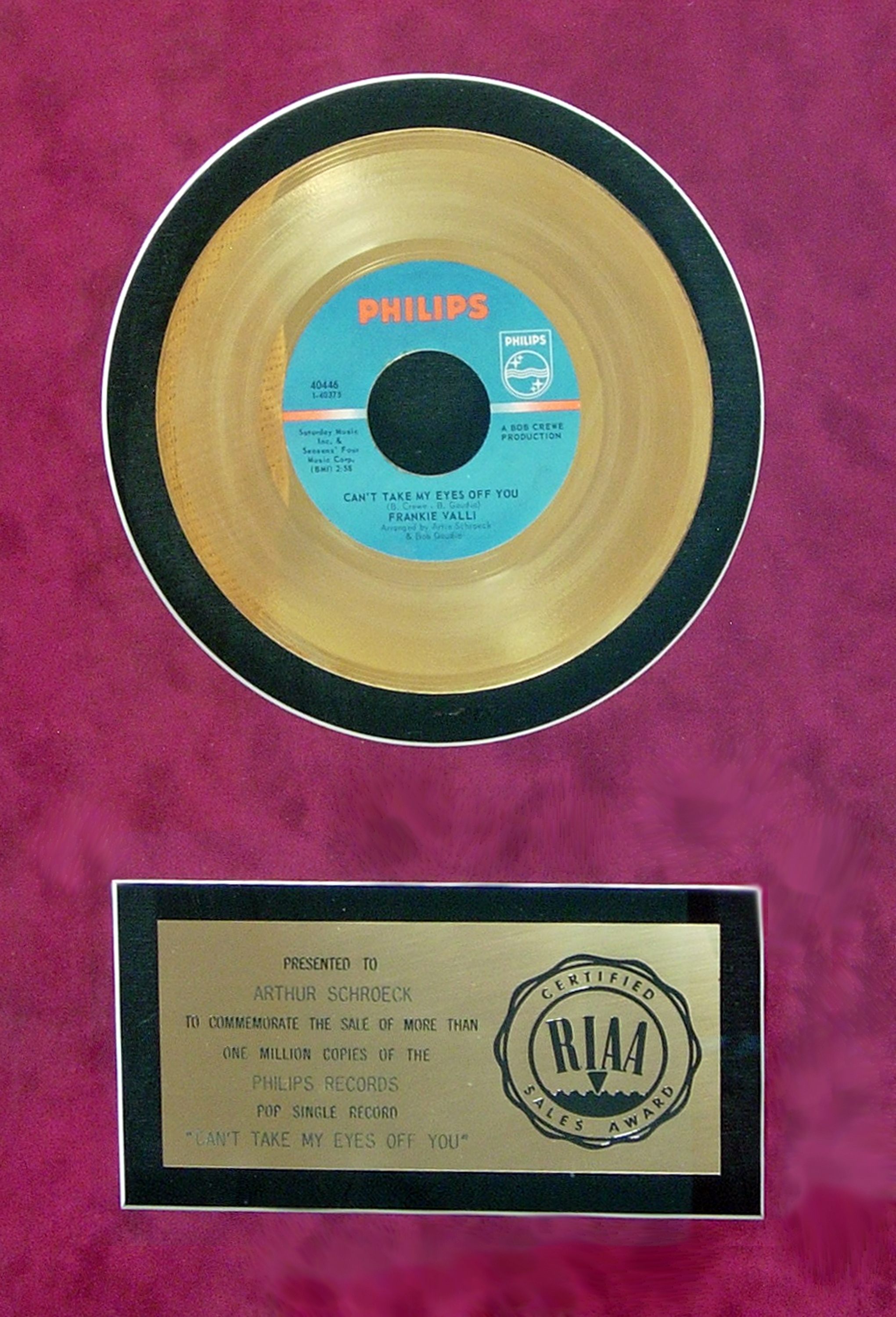
Le disque d'or obtenu pour la chanson Can't Take My Eyes Off You publiée par Philips.

La liste qui suit inclus une sélection de disques produits par Philips qui ont acquis une notoriété au-delà de leur pays de publication d'origine (cité entre parenthèses) :
- 1958 : Missa Luba - Troubadours du Roi Baudouin (Belgique)
- 1958 : Legrand Jazz - Michel Legrand (États-Unis/France)[b]
- 1959 : Les Quatre Saisons - Félix Ayo et I Musici (Pays-Bas)[26]
- 1959 : Orfeu Negro - Bande originale du film (France)
- 1961 : Concerto pour piano no 1 et Concerto pour piano no 2 de Liszt - Sviatoslav Richter (Royaume-Uni)[27]
- 1962 : Dominique - Sœur Sourire (France)
- 1963 : Dizzy Gillespie and the Double Six of Paris (en) - Dizzy Gillespie et Les Double Six (France)
- 1963 : Jazz Sébastien Bach (en) - Les Swingle Singers (France)
- 1963 : Brigitte Bardot (en) - Brigitte Bardot (France)
- 1964 : Waltz for Debby - Monica Zetterlund et Bill Evans (Suède)
- 1964 : Live at the Star Club, Hamburg - Jerry Lee Lewis (Allemagne)
- 1964 : Les Parapluies de Cherbourg - Bande originale du film (France)
- 1964 : A Girl Called Dusty - Dusty Springfield (Royaume-Uni)
- 1964 : Misa Criolla - Los Fronterizos (France)
- 1965 : I Put a Spell on You - Nina Simone (États-Unis)
- 1966 : Sunny - Bobby Hebb (États-Unis)
- 1967 : Love is Blue (L'amour est bleu) - Paul Mauriat (France)
- 1967 : Can't Take My Eyes Off You - Frankie Valli (États-Unis)
- 1967 : Les Demoiselles de Rochefort - Bande originale du film (France)
- 1968 : Scott 2 - Scott Walker (Royaume-Uni)
- 1968 : Vincebus Eruptum - Blue Cheer (États-Unis)
- 1968 : Caetano Veloso - Caetano Veloso (Brésil)
- 1968 : Messe pour le temps présent - Pierre Henry et Michel Colombier (France)
- 1969 : Ekseption - Ekseption (Pays-Bas)
- 1969 : Space Oddity - David Bowie (Royaume-Uni)
- 1969 : Je t'aime… moi non plus - Jane Birkin et Serge Gainsbourg (France)[c]
- 1971 : Construção - Chico Buarque (Brésil)
- 1971 : Histoire de Melody Nelson - Serge Gainsbourg (France)
- 1972 : Après toi - Vicky Leandros (France/Luxembourg)
- 1973 : Forever and Ever - Demis Roussos (France)
- 1974 : Autobahn - Kraftwerk (Allemagne)
- 1974 : Elis & Tom - Elis Regina et Antônio Carlos Jobim (Brésil)
- 1976 : I'm on Fire (en) - 5000 Volts (Royaume-Uni)
- 1976 : África Brasil - Jorge Ben Jor (Brésil)
- 1978 : With Luv' (en) - Luv' (Pays-Bas)
- 1979 : La leyenda del tiempo - Camarón de la Isla (Espagne)
- 1990 : The Complete Mozart Edition (en) (Allemagne)
- 1996 : Era - Era (France)
- 1999 : Great Pianists of the 20th Century (en) (Pays-Bas)[28]

## Philips Records en France
Le label Philips est un acteur important de la vie musicale française durant la seconde moitié du XXe siècle. Les albums publiés en France sous étiquette Philips sont commercialisés du début des années 1950 jusqu'à la fin des années 2000. Ils se caractérisent par un large éventail de genres : chanson française, variétés, pop, rock, jazz, musique de film, musiques du monde, musique classique, humour et disques pour enfants. Parmi les artistes phares de Philips en France figurent Georges Brassens, Barbara, Serge Gainsbourg, Juliette Gréco et Johnny Hallyday.

### Société Phonographique Philips

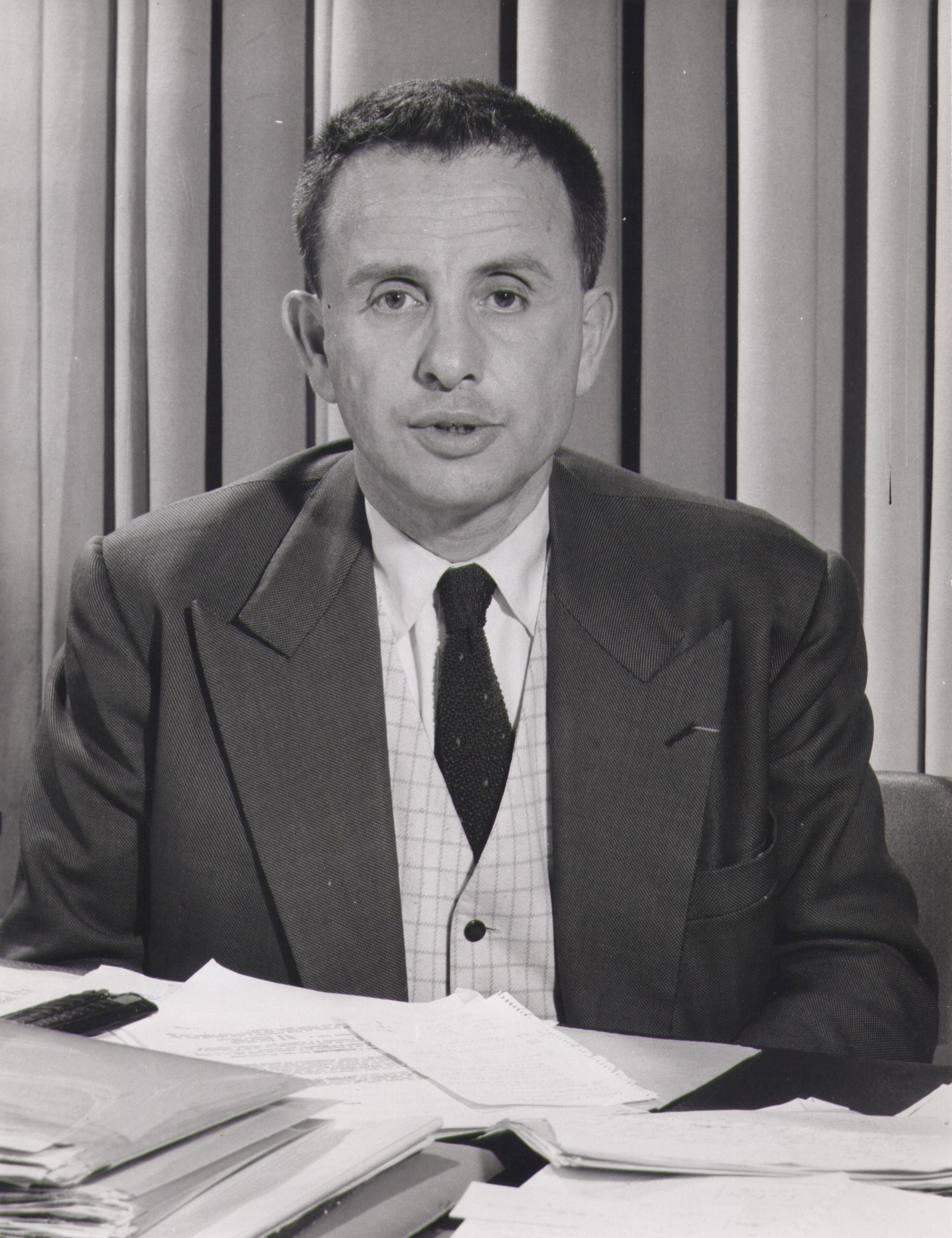
Jacques Canetti directeur artistique chez Philips de 1951 à 1962.

La filiale française des disques Philips a été fondée en 1951 sous le nom de Société Phonographique Philips par Philips Phonografische Industrie (PPI) à la suite du rachat par celle-ci de la Société Phonographique Française Polydor S.A. Elle est dirigée par Georges Meyerstein-Maigret, ancien PDG de Polydor en France, avec   à ses côtés au poste de directeur artistique Jacques Canetti, qui était producteur chez Polydor. La première artiste à signer et à enregistrer pour la Société Phonographique Philips est Juliette Gréco. Outre le lancement du label Philips sur le marché français, la Société Phonographique Philips continue de gérer le label Polydor en France. Au début de 1956, Siemens, propriétaire du label Polydor, décide de reprendre les rênes de son label en France et ouvre une nouvelle filiale discographique à Paris sous le nom de Polydor S.A.. Philips conserve le catalogue français des disques Polydor déjà publiés ainsi que les contrats avec les artistes produits par Polydor en France jusqu'à la fin de 1955, parmi lesquels figurent Georges Brassens, Jacqueline François, Les Frères Jacques et Félix Leclerc.

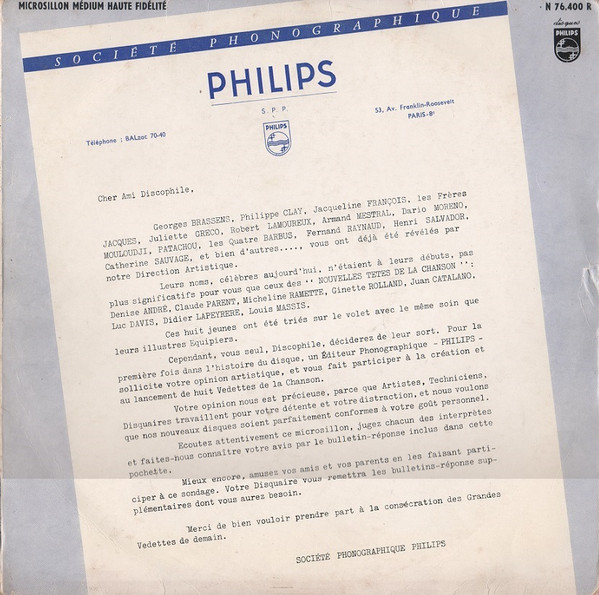
Lettre promotionnelle de la Société Phonographique Philips (1958).

Sous l'impulsion de Jacques Canetti, la Société Phonographique Philips devient une force majeure de la chanson française. Elle ajoute à son catalogue des nouveaux talents tels que Guy Béart, Jacques Brel, Philippe Clay, Serge Gainsbourg, Mouloudji, Claude Nougaro et Anne Sylvestre. La maison de disques Philips est également connue en France pour la publication d'albums de musique classique, dans ses collections intitulées Classiques pour tous et Trésors classiques, et d'albums livres-disques pour les enfants.
En 1956, PPI crée un nouveau label, Fontana, pour développer la musique de variétés et de jazz. La Société Phonographique Philips est la première filiale de PPI à utiliser ce label. Parmi les artistes choisis pour le lancement du label Fontana en France, on trouve Francis Lemarque et Henri Salvador. En 1958, Jacques Canetti confie la direction artistique du nouveau label à son adjoint Boris Vian, responsable du catalogue de jazz à la Société Phonographique Philips. La même année, PPI décide d'introduire progressivement le label Fontana dans ses autres filiales en Europe.
En 1962, Jacques Canetti, mécontent de la tournure des événements au sein de la Société Phonographique Philips, démissionne de ses fonctions. Il n'apprécie pas le départ de Jacques Brel pour la maison de disques Barclay en contrepartie de l'arrivée de Johnny Hallyday chez Philips au mois de juillet 1961. Canetti était opposé à la signature d'un contrat avec Hallyday car il ne croit pas à l'avenir du rock 'n' roll en France. Louis Hazan, directeur commercial de Fontana et futur directeur général de la Société Phonographique Philips, prend alors la relève de Jacques Canetti. Il va continuer à défendre la chanson française de qualité, comme le faisait Canetti, tout en tenant compte des impératifs plus commerciaux dictés par l'évolution de l'industrie musicale. Sous la direction de Louis Hazan, la Société Phonographique Philips va signer des artistes aussi divers que Barbara, Claude François, Nana Mouskouri, Enrico Macias, Paul Mauriat, Pierre Selos et Alan Stivell.

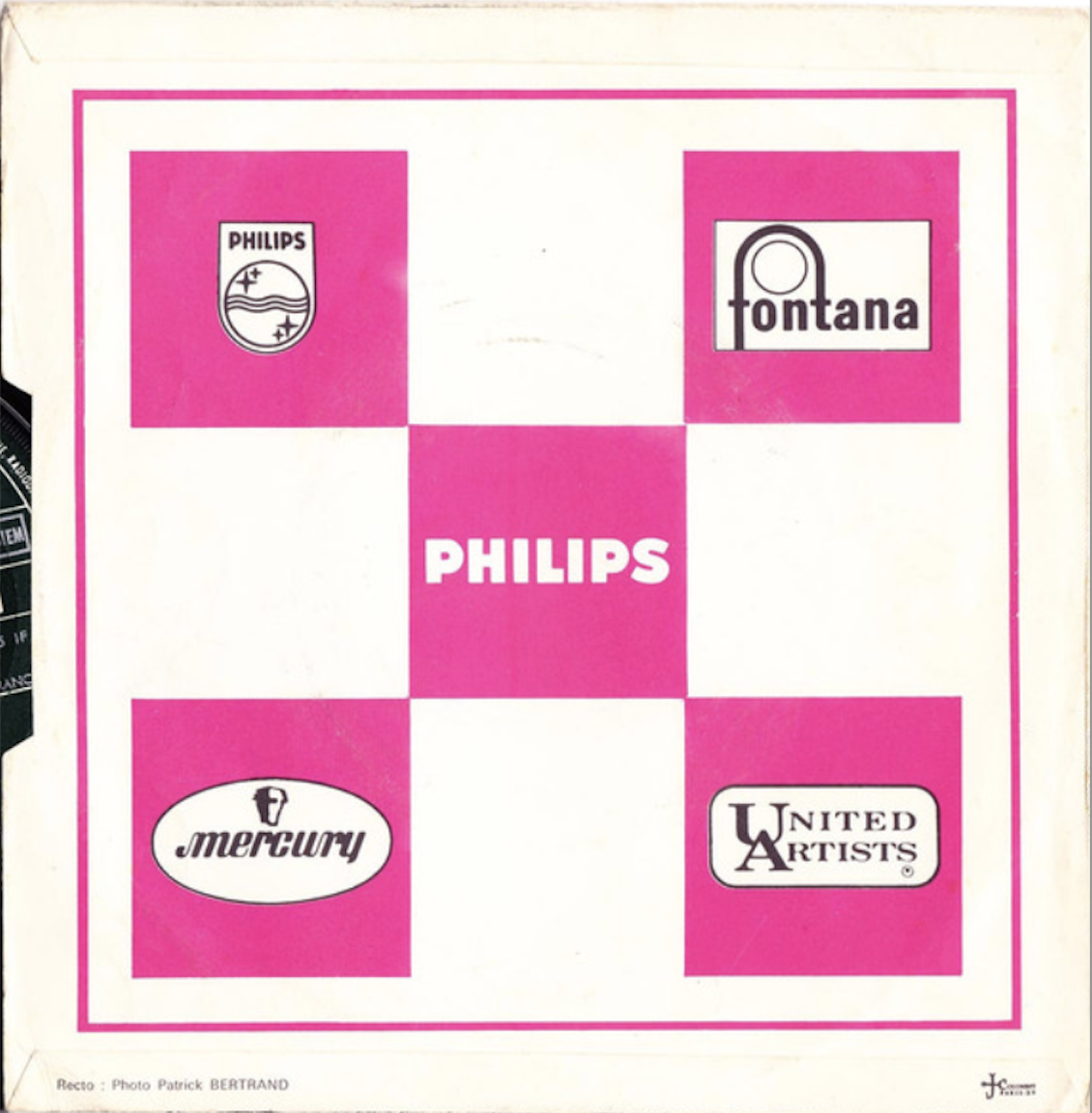
Verso d'une pochette de Single Philips (1968).

Jusqu'en 1962, la Société Phonographique Philips publie des enregistrements de Columbia Records sous étiquette Philips. Parmi les artistes américains de Columbia présents sur son catalogue, on peut citer Louis Armstrong, Miles Davis, Doris Day, Erroll Garner et Mahalia Jackson. Entre 1963 et 1970, elle fait paraître des enregistrements de la maison de disques américaine Smash Records (filiale de Mercury) sous le label Philips. Les artistes de Smash Records publiés incluent Jerry Lee Lewis, James Brown et The Left Banke.
En plus des labels Philips et Fontana, la Société Phonographique Philips produit des disques sous les labels Pergola (à partir de 1962) et Mercury (à partir de 1963). Elle distribue aussi sur le marché français les enregistrements américains de Mercury (à partir de 1962)  et les labels Island Records (à partir de 1964), United Artists Records (de 1967 à 1969) et Vertigo Records (à partir de 1969).

### Phonogram S.A.

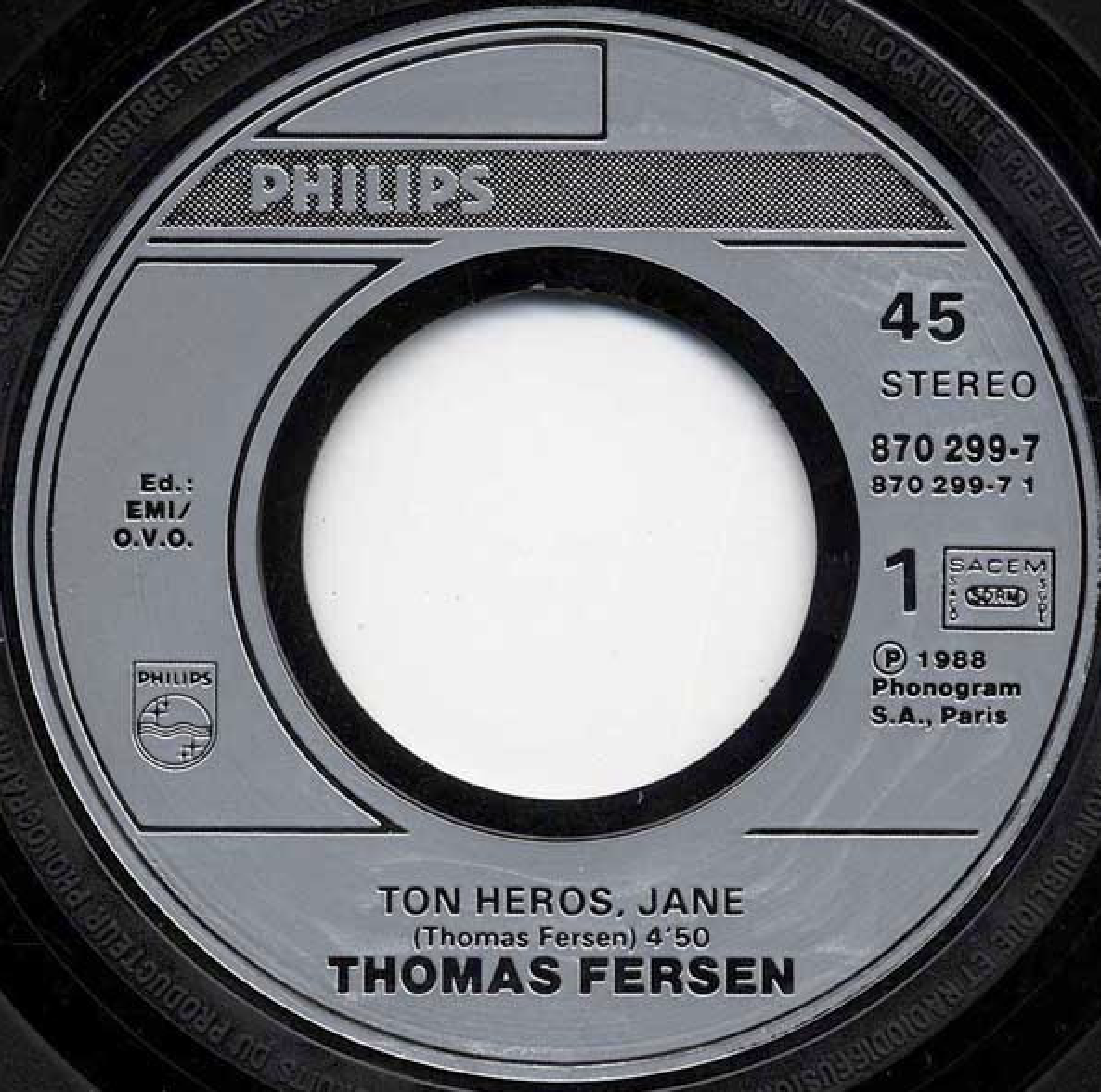
Single Philips édité par Phonogram S.A.

À la suite de la création de PolyGram et de sa division Phonogram International B.V. en 1972, la Société Phonographique Philips est rebaptisée Phonogram S.A.. Avec à sa tête Louis Hazan, Phonogram S.A. continue de gérer en France les labels Philips, Fontana, Mercury et Vertigo. Les autres principaux labels de PolyGram - Polydor, Deutsche Grammophon, MGM Records et Verve Records - sont placés en France sous la responsabilité de Polydor S.A.. Une nouvelle entité, PolyGram France, dirigée par Georges Meyerstein-Maigret, supervise Phonogram S.A. et Polydor S.A..
En 1975, Phonogram S.A. est la plus grande société de distribution de disques en France. Trois ans plus tard, Phonogram S.A. rachète la maison de disques Barclay, consolidant ainsi sa position dominante sur le marché français.
Cependant, à partir de 1979, Phonogram S.A. voit ses ventes de disques baisser. Il faut attendre 1984 et l'arrivée d'Alain Lévy à la tête de PolyGram France pour que Phonogram S.A. commence à se redresser.

### Mercury France
En 1995, PolyGram n'ayant pas réussi à déposer comme marque la raison sociale  Phonogram, l'utilisation commerciale du nom Phonogram est abandonnée par le groupe. Il est remplacé par la marque Mercury, détenue par PolyGram, qui est devenue le label phare au niveau mondial de Phonogram International B.V. Toutes les filiales à travers le monde portant le nom Phonogram sont rebaptisées Mercury. Ainsi, Phonogram S.A. devient Mercury France.
Mercury France reste responsable de la publication et de la distribution des disques sous étiquette Philips sur le territoire français.

### Universal Music France

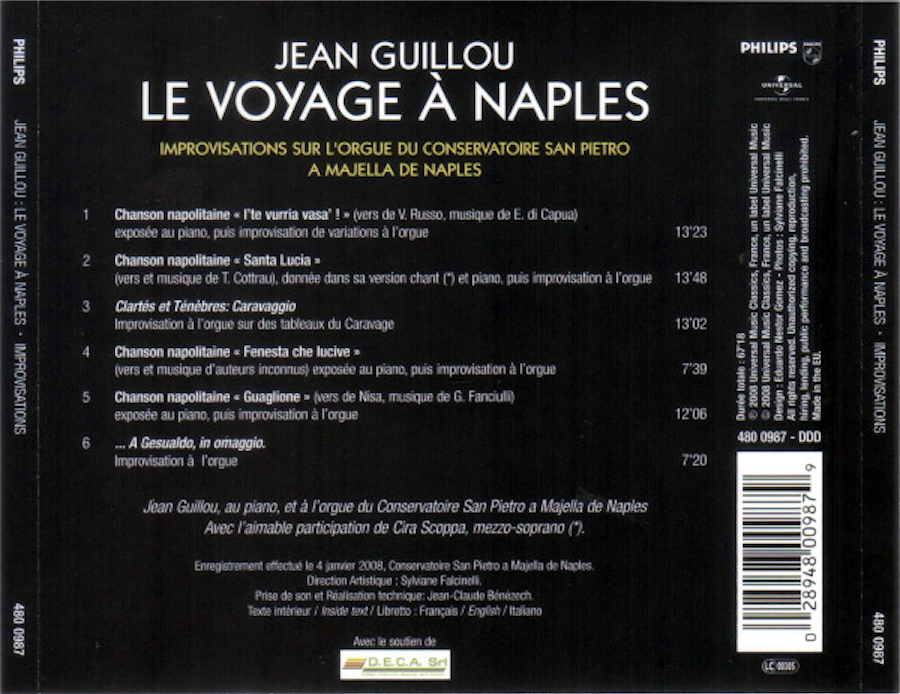
CD Philips de 2008 publié par Universal Music France.

À la suite de la cession par le groupe Philips de PolyGram à Universal Music Group en 1998, la division Mercury France est placée sous la responsabilité d'Universal Music France. Les nouveaux albums des artistes de variétés signés antérieurement par Philips sont publiés sous le label Mercury. Cependant, jusqu'en 2008, Universal Music France continue d'utiliser le label Philips sous contrat de licence de marque pour des rééditions et pour la publication de nouveaux albums de musique classique et de musiques du monde. L'un des derniers disques publiés par Universal Music France sous étiquette Philips est l'album de l'organiste Jean Guillou Le Voyage à Naples enregistré en janvier 2008.
À partir de 2009, le contrat de licence du label Philips ayant pris fin, les albums produits originellement sous étiquette Philips par la Société Phonographique Philips, par Phonogram S.A., par Mercury France et par Universal Music France, sont réédités sous le label Mercury (à l'exception des albums de musique classique qui sont republiés sous le label Decca). Des albums de compilation d'artistes Philips sont également publiés sous le label PolyGram Collections. Depuis 2019, Universal Music France réédite aussi sous le label Panthéon des enregistrements provenant du back-catalogue Philips. Le logo et le blason du groupe Philips n'apparaissent plus sur les pochettes et les étiquettes des disques réédités par Universal Music France.
De manière occasionnelle, des labels indépendants français rééditent des albums sous étiquette Philips. En 2012, le label Culture Factory publie en CD à l'identique l'album de Murray Head intitulé Between Us paru chez Philips en 1979. En 2021, le label Sam Records réédite en vinyle l'album de Milt Jackson et Barney Wilen intitulé Jazz sur Seine publié par Philips en 1959.

### Artistes signés par Philips en France
Parmi les interprètes, hors musique classique, qui ont enregistré pour le label Philips en France, on peut citer :
- Graeme Allwright
- Amina
- Alpes
- Ange
- Atlantique
- Au Bonheur des dames
- Isabelle Aubret
- Barbara
- Alain Bashung
- Guy Béart
- Bijou
- Jane Birkin
- Fred Blondin
- Lucky Blondo
- Frida Boccara
- Claude Bolling
- Georges Brassens
- Jacques Brel
- Patrick Bruel
- Louis Chedid
- Philippe Clay
- Pia Colombo
- Les Compagnons de la chanson
- Raymond Devos
- Sacha Distel
- Era
- Franck Fernandel
- Jacqueline François
- Claude François
- Les Frères ennemis
- Les Frères Jacques
- Serge Gainsbourg
- France Gall
- Richard Gotainer
- Juliette Gréco
- Johnny Hallyday
- Murray Head
- Los Incas
- Gipsy Kings
- Jean-Luc Lahaye
- Francis Lalanne
- Serge Lama
- Marc Lavoine
- Vicky Leandros
- Félix Leclerc
- Michel Leeb
- Michel Legrand
- Georgette Lemaire
- Enrico Macias
- Magma
- Mireille Mathieu
- Paul Mauriat
- Armand Mestral
- Alex Métayer
- Yves Montand
- Dario Moreno
- Mouloudji
- Nana Mouskouri
- Claude Nougaro
- Tom Novembre
- Florent Pagny
- Patachou
- Paul Personne
- Édith Piaf
- Manitas de Plata
- Fernand Raynaud
- Catherine Ribeiro
- Demis Roussos
- Henri Salvador
- Michel Sardou
- Catherine Sauvage
- Sheila
- William Sheller
- Mort Shuman
- Alan Stivell
- Anne Sylvestre
- Sylvie Vartan
- Boris Vian
- Rika Zaraï
- Zazie